# Thomas Parnell (Physiker)

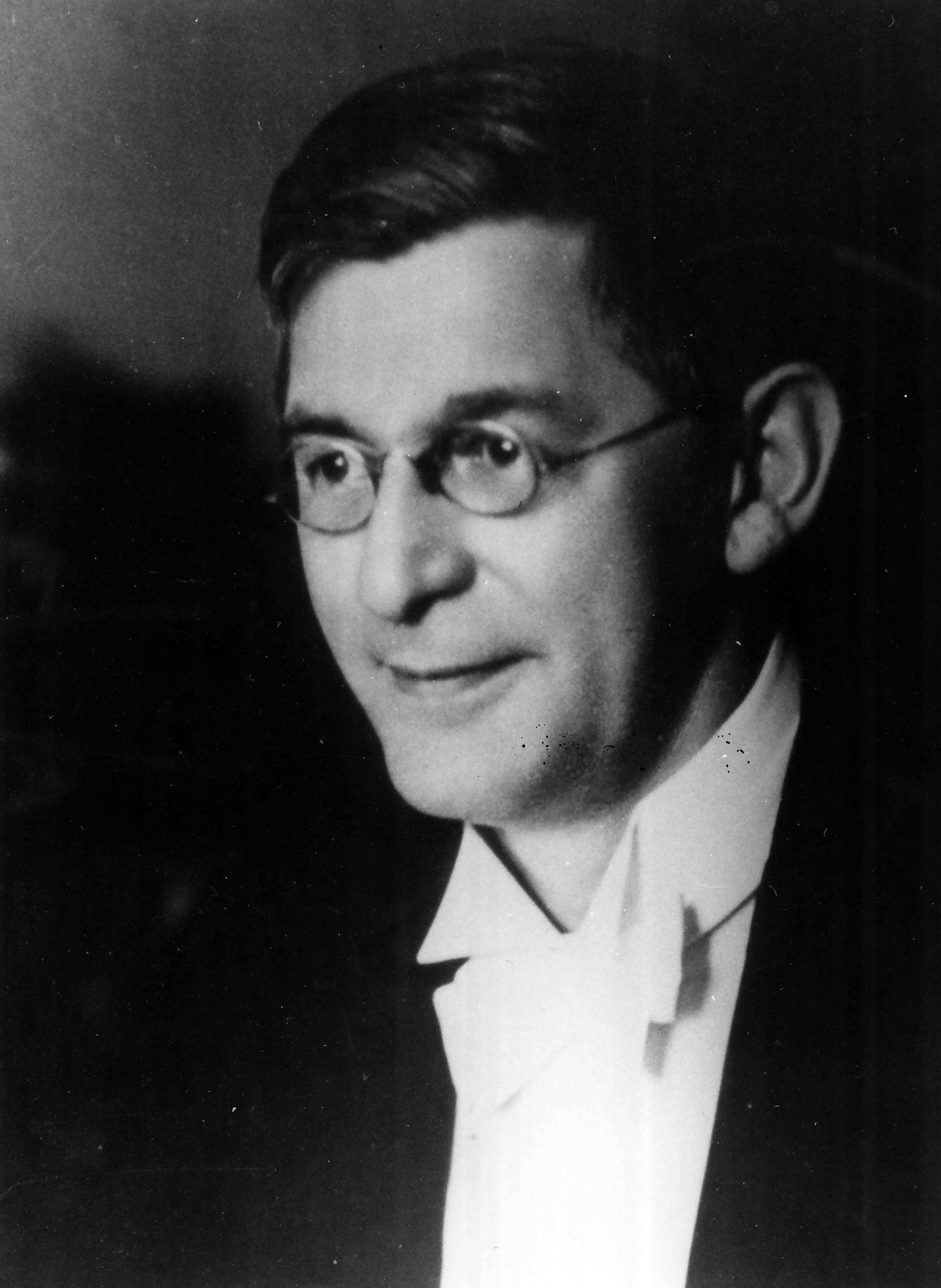
Thomas Parnell (ca. 1920)

Thomas Parnell (* 5. Juli 1881 in Northants, England; † 1. September 1948 in Brisbane, Australien) war ein britisch-australischer Physiker. Er war der erste Professor für Physik an der Universität Queensland.
Parnell studierte an der University of Cambridge Naturwissenschaften mit dem Bachelor-Abschluss 1903 und dem Master-Abschluss 1907. Im Cavendish Labor forschte er mit Owen Richardson an der Diffusion von Wasserstoff durch heißes Platin. Ab 1904 war er in Melbourne und wurde Lecturer in Physik. Formal unterstand er dem Professor für Mathematik und Physik H. J. Priestley, musste aber in Wirklichkeit selbst das Physik-Curriculum zusammenstellen. Als Mitglied des Public Examination Board war er auch für eine Erhöhung der Qualitätsstandards in Mathematik und Physik an den Schulen in Queensland verantwortlich. Im Ersten Weltkrieg war er Offizier für die Gasabwehr in Frankreich. Bei der Rückkehr erhielt er 1919 einen Lehrstuhl für Physik an der Universität Queensland. Er war später mehrfach im Senat der Universität. 1938 bis 1944 war er Präsident des Professorial Board.
Er widmete sich fast ausschließlich der Lehre und forschte kaum. 1922 nahm er an einer Expedition nach Goondiwindi zum Test der Allgemeinen Relativitätstheorie bei einer Sonnenfinsternis teil.
1927 startete Parnell ein Experiment zur Demonstration der Fließeigenschaften und der Viskosität von Pech, das sogenannte Pitch Drop Experiment (Pechtropfenexperiment): Er gab warmes, flüssiges Pech in einen verschlossenen Glastrichter, ließ es drei Jahre aushärten und öffnete dann den Verschluss. Tatsächlich fiel acht Jahre später der erste Tropfen, weitere neun Jahre später der zweite, und im Jahr 2014 der neunte und vorläufig letzte Tropfen Pech aus dem Trichter.